# Duke of Newcastle
Duke of Newcastle war ein erblicher britischer Adelstitel, der je zweimal in der Peerage of England und zweimal in der Peerage of Great Britain verliehen wurde.

## Verleihungen und nachgeordnete Titel

### Erste Verleihung

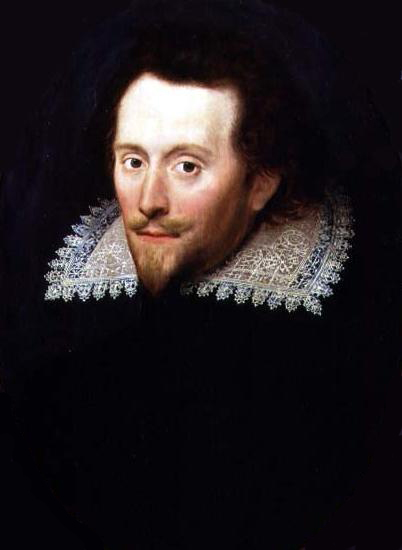
William Cavendish, 1. Duke of Newcastle

Am 16. März 1665 wurde der Titel Duke of Newcastle upon Tyne in the County of Northumberland für William Cavendish, 1. Marquess of Newcastle-upon-Tyne geschaffen. Zusammen mit dem Dukedom wurde ihm der nachgeordnete Titel Earl of Ogle in the County of Northumberland verliehen. Bereits am 3. November 1620 war er zum Viscount Mansfield in the County of Nottingham, am 7. März 1628 zum Earl of Newcastle on Tyne und Baron Cavendish of Bolsover in the County of Derby sowie am 27. Oktober 1643 zum Marquess of Newcastle on Tyne erhoben worden. Außerdem hatte er 1629 den Titel 9. Baron Ogle (geschaffen 1461) geerbt. Alle genannten Titel gehörten zur Peerage of England. Beim Tod seines Sohnes, des 2. Dukes, 1691 fiel die Baronie Ogle in Abeyance, die anderen Titel erloschen.

### Zweite Verleihung
Am 14. Mai 1694 wurde der Titel Duke of Newcastle upon Tyne für John Holles, 4. Earl of Clare neu geschaffen. Dieser war mit einer Tochter des verstorbenen 2. Dukes erster Verleihung verheiratet. Die Verleihung erfolgte zusammen mit dem nachgeordneten Titel Marquess of Clare. Zuvor hatte er 1689 von seinem Vater die 1616 und 1624 geschaffenen Titel Baron Haughton, of Houghton in the County of Nottingham und Earl of Clare in the County of Suffolk geerbt. Alle genannten Titel gehörten zur Peerage of England und erloschen bei seinem Tod 1711.

### Dritte und vierte Verleihung

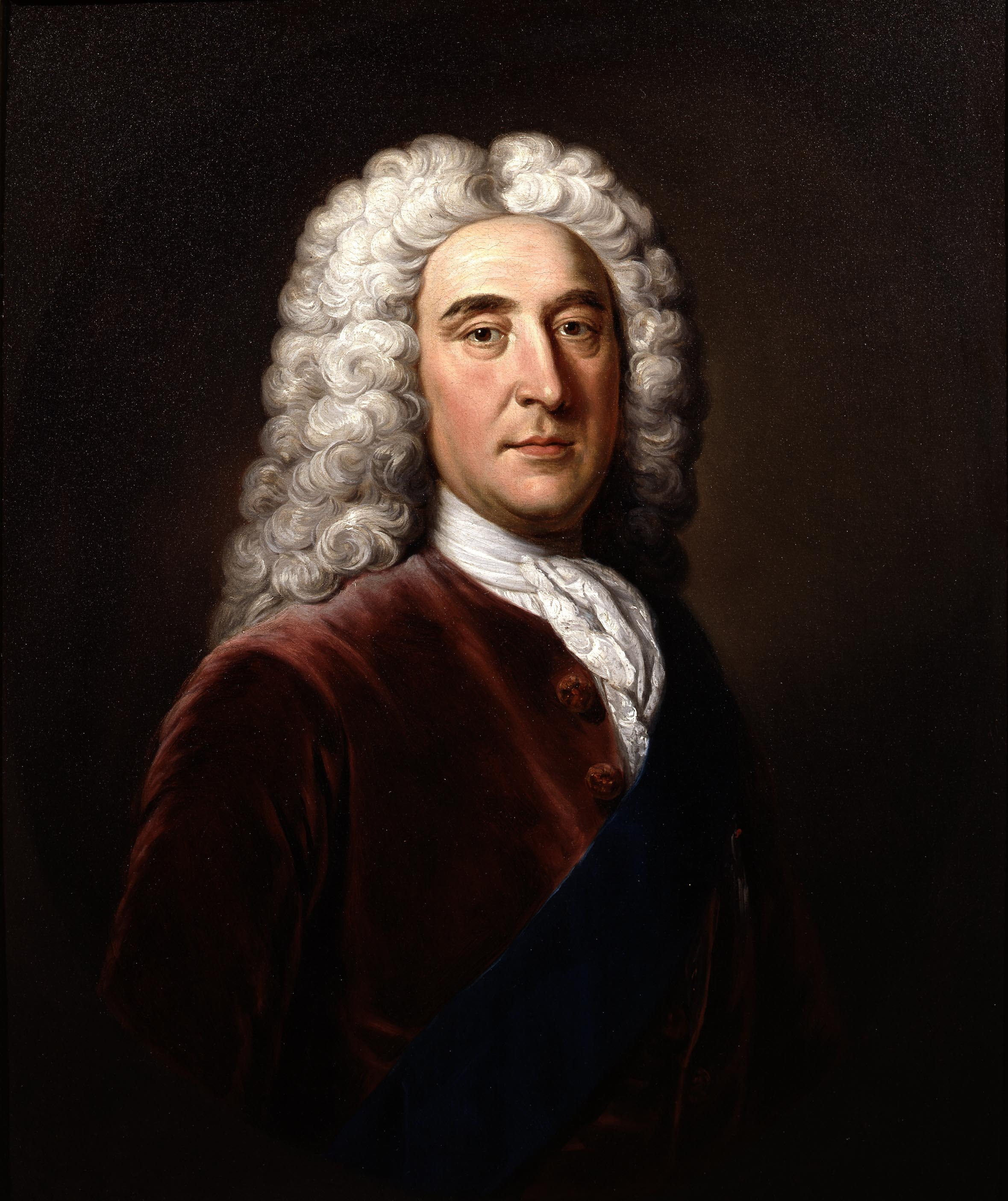
Thomas Pelham-Holles, 1. Duke of Newcastle

Am 11. August 1715 wurde der Titel Duke of Newcastle upon Tyne für Thomas Pelham-Holles, 1. Earl of Clare neu geschaffen. Er war ein Neffe des verstorbenen 1. Dukes zweiter Verleihung. Zusammen mit dem Dukedom wurde ihm der nachgeordnete Titel Marquess of Clare verliehen. Bereits am 19. Oktober 1714 war er zum Earl of Clare und Viscount Haughton erhoben worden. Alle drei Verleihungen erfolgten in der Peerage of Great Britain und mit dem besonderen Zusatz, dass die Titel in Ermangelung eigener männlicher Nachkommen auch an seinen Bruder Henry Pelham (1696–1754) und dessen männliche Nachkommen vererbbar seien. Zudem hatte er 1712 den für seinen Vater 1706 in der Peerage of England geschaffenen Titel 2. Baron Pelham, of Laughton, geerbt.
Weil er selbst kinderlos blieb und sein Bruder Henry 1854 ebenfalls starb und nur Töchter hinterließ, wurde absehbar, dass die vorgenannten Titel bei seinem Tod erlöschen würden. Vor diesem Hintergrund wurde ihm am 17. November 1756 in der Peerage of Great Britain der Titel Duke of Newcastle under Lyne verliehen, diesmal mit einem besonderen Zusatz zugunsten von Henry Clinton, 9. Earl of Lincoln, dem Ehemann seiner Nichte Catherine, der ältesten Tochter seines verstorbenen Bruders Henry Pelham, und dessen männlichen Nachkommen.
Am 4. Mai 1762 wurde ihm zudem in der Peerage of Great Britain der Titel Baron Pelham, of Stanmer in the County of Sussex, verliehen, diesmal mit einem besonderen Vermerk zugunsten seines Onkels zweiten Grades Thomas Pelham.
Beim schließlichen Tod des 1. Dukes 1768 fielen das Dukedom von 1756 somit an den Gatten seiner Nichte, die Baronie Baron Pelham of Stanmer an seinen Onkel zweiten Grades und das Dukedom von 1715 sowie die übrigen Titel erloschen.
Der 2. Duke hatte bereits 1730 von seinem Vater den 1572 in der Peerage of England geschaffenen Titel 9. Earl of Lincoln geerbt.
Das Dukedom von 1756 erlosch beim Tod des 10. Duke am 25. Dezember 1988. Das Earldom Lincoln fiel daraufhin an dessen Cousin elften Grades Edward Fiennes-Clinton.

## Liste der Dukes of Newcastle

### Dukes of Newcastle, erste Verleihung (1665)
- William Cavendish, 1. Duke of Newcastle (1592–1676)
- Henry Cavendish, 2. Duke of Newcastle (1630–1691)

### Dukes of Newcastle, zweite Verleihung (1694)
- John Holles, 1. Duke of Newcastle (1662–1711)

### Dukes of Newcastle, dritte Verleihung (1715)
- Thomas Pelham-Holles, 1. Duke of Newcastle (1693–1768)

### Dukes of Newcastle, vierte Verleihung (1756)

Wappen der Clinton, Earls of Lincoln, dann Dukes of Newcastle

- Thomas Pelham-Holles, 1. Duke of Newcastle (1693–1768)
- Henry Pelham-Clinton, 2. Duke of Newcastle (1720–1794)
- Thomas Pelham-Clinton, 3. Duke of Newcastle (1752–1795)
- Henry Pelham-Clinton, 4. Duke of Newcastle (1785–1851)
- Henry Pelham-Clinton, 5. Duke of Newcastle (1811–1864)
- Henry Pelham-Clinton, 6. Duke of Newcastle (1834–1879)
- Henry Pelham-Clinton, 7. Duke of Newcastle (1864–1928)
- Francis Pelham-Clinton-Hope, 8. Duke of Newcastle (1866–1941)
- Henry Pelham-Clinton-Hope, 9. Duke of Newcastle (1907–1988)
- Edward Pelham-Clinton, 10. Duke of Newcastle (1920–1988)